# Pucking
Pucking là một đô thị ở vùng Oberösterreich của Linz-Land, Áo. Pucking có diện tích 20 ki-lô-mét vuông, dân số thời điểm ngày 1 tháng 1 năm 2005 là 3639 người.